# 徳島県道・香川県道1号徳島引田線
徳島県道・香川県道1号徳島引田線（とくしまけんどう・かがわけんどう1ごう とくしまひけたせん）は、徳島県徳島市から香川県東かがわ市に至る主要地方道（徳島県道・香川県道）である。

## 概要
藩政期に整備された讃岐街道を前身とする道路であり、起点徳島市から北北西方向へ、徳島・香川県境讃岐山脈の大坂峠を越えて東かがわ市引田地区に至る幹線道路。徳島県側では徳島市とベッドタウンである藍住町や板野町を結ぶ道路として整備されており通行量が多く、徳島市内の一部区間、徳島自動車道との立体交差部分から板野大橋までの区間は4車線ある。朝夕には吉野川にかかる名田橋、東中富交差点（通称：直道）などで頻繁に渋滞が発生する。徳島県道164号阿波大宮停車場線以北の県境区間は一部区間を除いて狭い山岳道路が続き、荒天時には通行止めになる。東かがわ市の終点では、徳島市と東かがわ市の間を海沿いに結んでいる国道11号に接続している。

### 路線データ
- 本線（Google マップ）
  - 起点：徳島県徳島市庄町一丁目（徳大薬学部前交差点＝国道192号交点）
  - 終点：香川県東かがわ市坂元（大坂峠入口交差点＝国道11号交点）
- 別線（徳島県道）（Google マップ）
  - 起点：徳島県板野郡板野町犬伏字大坪（徳島県道12号鳴門池田線交点）
  - 終点：徳島県板野郡板野町大坂字椋木原（徳島県道1号徳島引田線本線交点）
- 別線（香川県道）
  - 起点：香川県東かがわ市引田（農免道迯田交差点）
  - 終点：香川県東かがわ市引田
- 陸上距離：19.729 km（徳島県道[平成29年徳島県道路現況調書]、他に旧道2.37 km、新道4.124 km）、5.973 km（香川県道）

## 歴史
- 1920年（大正9年）4月11日 - 大正国道22号 東京市ヨリ徳島縣庁所在地ニ達スル路線(乙)として認定。[要出典]
- 1953年（昭和28年） - 道路法が改正され県道となり徳島引田線として認定。[要出典]
- 1954年（昭和29年）1月29日 - 主要地方道に指定。[要出典]
- 1972年（昭和47年）3月10日 - 徳島県道・香川県道1号 徳島引田線に認定。[要出典]
- 1993年（平成5年）5月11日 - 建設省から、県道がとして主要地方道に指定される[1]。

## 路線状況

### 車線数・最高速度
| 区間                                                  | 車線 上下線=上り線+下り線 | 最高速度 |
| ----------------------------------------------------- | ------------------------- | -------- |
| 起点 - 中島田町県道30号交差点                         | 4=2+2                     | 50 km/h  |
| 中島田町県道30号交差点 - 藍住町徳命徳島自動車道高架下 | 2=1+1                     | 50 km/h  |
| 藍住町徳命徳島自動車道高架下 - 板野IC                 | 4=2+2                     | 60 km/h  |
| 板野IC - 板野町犬伏大坪県道12号、122号交点            | 2=1+1                     | 40 km/h  |
| 板野町犬伏大坪県道12号、122号交点 - 板野町大坂奥      | 2=1+1                     | 50 km/h  |
| 板野町大坂奥 - 終点                                   | 上下1.5車線               | 30 km/h  |

### 通称・愛称
- 讃岐街道
- あいあいロード

あいあいロードとは、県道本線のうち徳島自動車道・藍住ICと高松自動車道・板野ICの区間の愛称である。全線で片側2車線。
徳島県は、藍住ICと板野ICの間が直線距離で約2.5 kmであることに注目、またこの区間の県道は徳島県道14号松茂吉野線の交差点を中心に慢性的な渋滞が発生しており、そのような経緯からバイパス路線（一部は既存の道路を拡張）がひかれることになった。2002年度に着工を開始し、翌年には新設バイパスの供用開始、2004年度に完全供用とした。制限速度は、バイパス区間で60 km/h、それ以外は50 km/hである。これにより、この区間の所要時間は5分以下となり、両高速道路を利用するドライバーにとってのパイプ役となる。また、これに合わせて高知・松山から出発し、徳島駅を経由しない関西・東京方面行きの高速バスは、従来の国道11号を通るルートからこのルートに変更された。同時に、板野BSが設置された。

### 道の駅
- 徳島県
  - いたの（板野郡板野町）

## 地理

### 通過する自治体
- 徳島県
  - 徳島市
  - 板野郡藍住町
  - 板野郡板野町
  - 鳴門市
- 香川県
  - 東かがわ市

### 交差する道路
| 交差する道路                                          | 交差点名             | 所在地 | 所在地       |
| ----------------------------------------------------- | -------------------- | ------ | ------------ |
| 国道192号・国道318号                                  | 徳大薬学部前（起点） | 徳島県 | 徳島市       |
| 徳島県道30号徳島鴨島線                                |                      | 徳島県 | 徳島市       |
| 徳島県道15号徳島吉野線                                |                      | 徳島県 | 徳島市       |
| 徳島県道15号徳島吉野線                                |                      | 徳島県 | 徳島市       |
| 徳島県道137号土成徳島線                               |                      | 徳島県 | 板野郡藍住町 |
| 徳島県道225号檜藍住線                                 |                      | 徳島県 | 板野郡藍住町 |
| 徳島県道29号徳島環状線                                |                      | 徳島県 | 板野郡藍住町 |
| 徳島県道29号徳島環状線・徳島県道121号藍住吉成停車場線 |                      | 徳島県 | 板野郡藍住町 |
| E11徳島自動車道                                       | 藍住IC               | 徳島県 | 板野郡藍住町 |
| 徳島県道14号松茂吉野線                                |                      | 徳島県 | 板野郡藍住町 |
| 徳島県道229号板野インター線                           | E11高松道板野IC      | 徳島県 | 板野郡板野町 |
| 徳島県道12号鳴門池田線                                |                      | 徳島県 | 板野郡板野町 |
| 徳島県道1号徳島引田線 別線                            |                      | 徳島県 | 板野郡板野町 |
| 徳島県道164号阿波大宮停車場線                         |                      | 徳島県 | 板野郡板野町 |
| 国道11号・国道377号                                   | 大坂峠入口（終点）   | 香川県 | 東かがわ市   |

別線
| 交差する道路                                    | 交差点名 | 所在地 | 所在地       |
| ----------------------------------------------- | -------- | ------ | ------------ |
| 徳島県道12号鳴門池田線・徳島県道122号板野川島線 |          | 徳島県 | 板野郡板野町 |
| 徳島県道1号徳島引田線 現道                      |          | 徳島県 | 板野郡板野町 |

### 道路施設

#### 橋梁
起点から
- 徳島県
  - 田宮川橋（徳島市・田宮川）
  - 不動橋（徳島市・鮎喰川）
  - 新飯尾川橋（徳島市・飯尾川）
  - 名田橋（徳島市 - 板野郡藍住町・吉野川）
  - 板野大橋（板野郡板野町・旧吉野川）

## ギャラリー

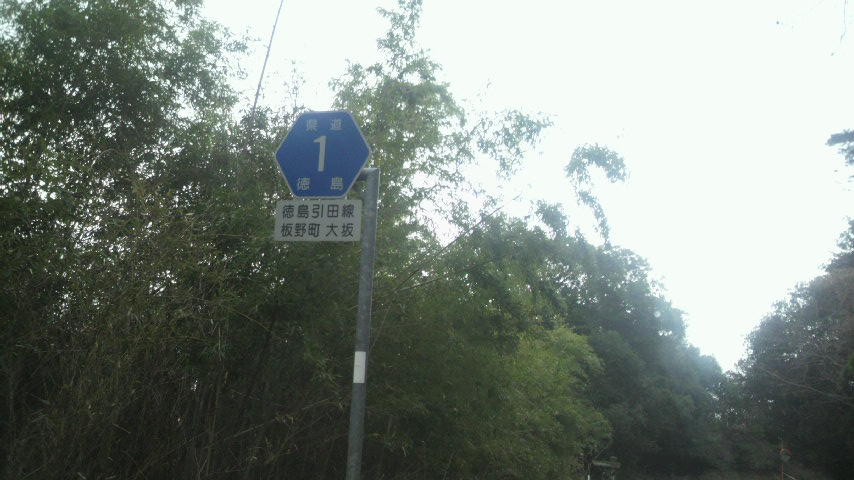
県道標識（徳島県側） （徳島県板野郡板野町大坂）
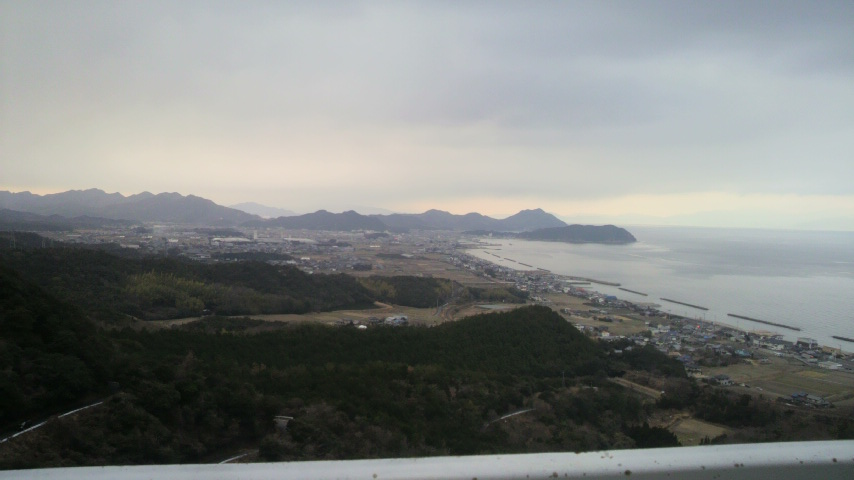
香川県東かがわ市坂元
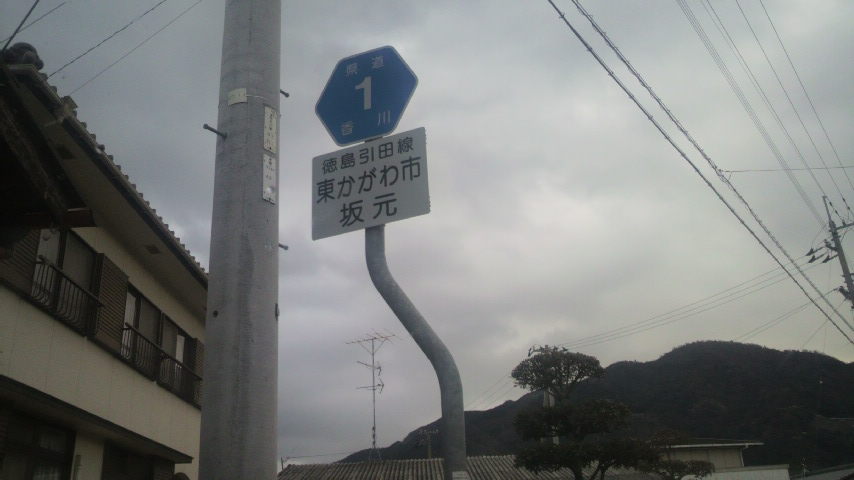
県道標識（香川県側） （香川県東かがわ市坂元）
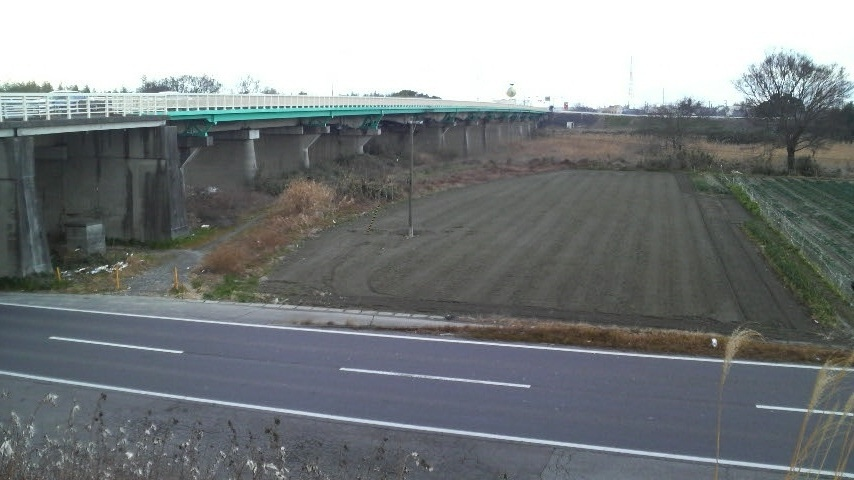
不動橋
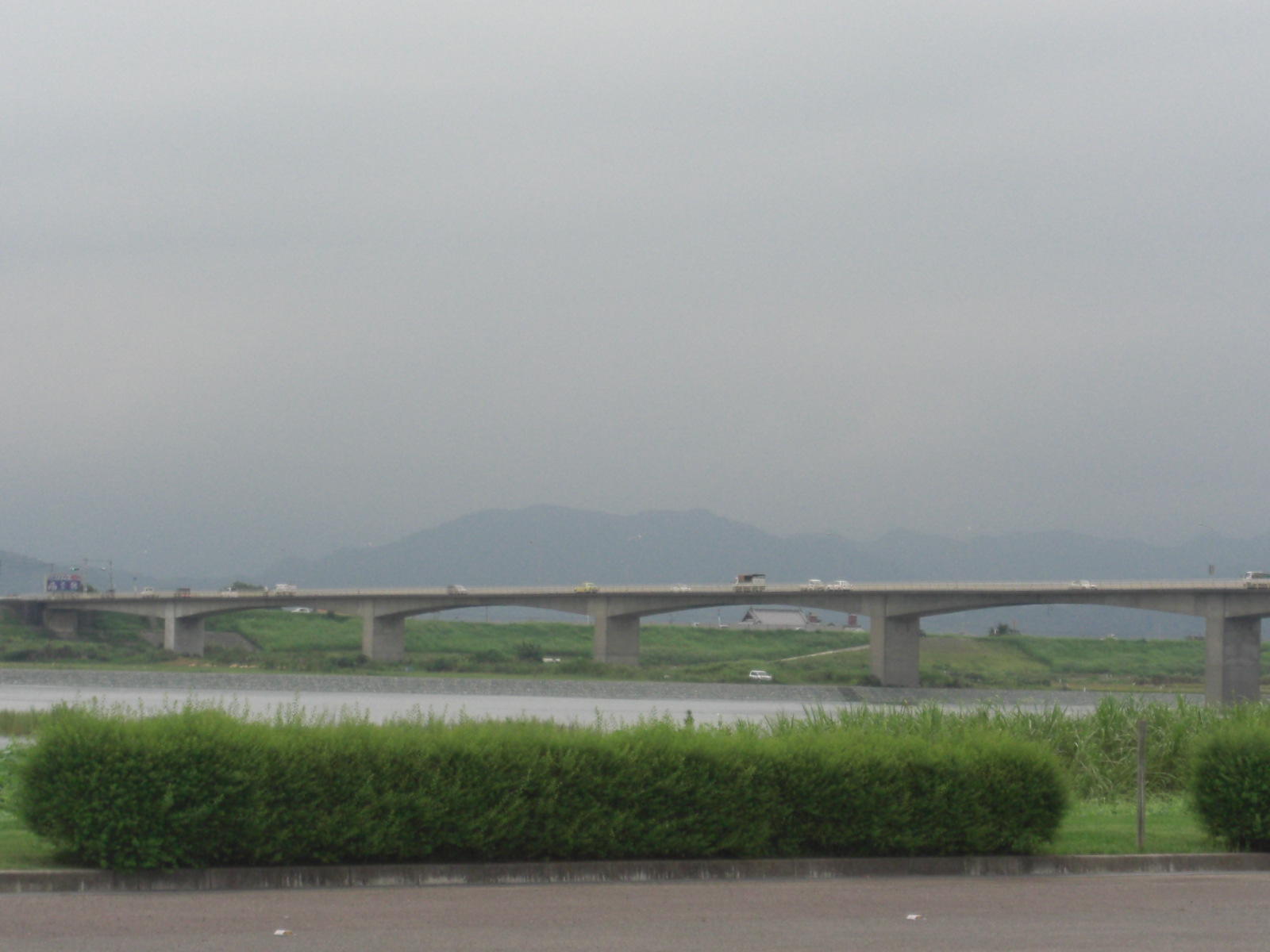
名田橋